# Suzanne Creston
Pour les articles homonymes, voir Creston.
Suzanne Creston, ou Suzanne Candré-Creston, née dans le 14e arrondissement de Paris le 8 juin 1899 et morte le 14 juillet 1979 à Cosne-Cours-sur-Loire, est une céramiste française.

## Biographie
En 1923, elle fonde avec Jeanne Malivel et René-Yves Creston le mouvement Seiz Breur (« union des sept frères ») qui va réunir quelques dizaines d'artistes bretons voulant créer pour le plus grand renom de la Bretagne.
Elle continua avec la complicité de Marguerite Gourlaouen la confrérie des Nadoziou (« les aiguilles ») pour la propagation de l'œuvre artistique de Jorj Robin, liée au tissage.

## Exposition
- du 13 avril au 28 septembre 2013, musée de la Faïence de Quimper : René-Yves Creston, du trait à la faïence, Suzanne Candré-Creston.